# Volujak (bergstopp i Bosnien och Hercegovina, lat 43,23, long 18,72)
Volujak är en bergstopp i Bosnien och Hercegovina. Den ligger i den sydöstra delen av landet, 70 km söder om huvudstaden Sarajevo. Toppen på Volujak är 2 333 meter över havet, eller 373 meter över den omgivande terrängen. Bredden vid basen är 8,5 km.
Terrängen runt Volujak är bergig åt nordost, men åt sydväst är den kuperad. Runt Volujak är det ganska glesbefolkat, med 48 invånare per kvadratkilometer.. Närmaste större samhälle är Gacko, 16,4 km väster om Volujak. 
Omgivningarna runt Volujak är en mosaik av jordbruksmark och naturlig växtlighet.